# Luis Guillermo Hernández
Luis Guillermo Hernández (Maracaibo; 26 de marzo de 1938 - Ibídem,18 de octubre de 2009) fue un historiador, investigador, médico venezolano, promotor e investigador de la literatura Zuliana y la zulianidad en general. Autor del Diccionario General del Zulia.

## Biografía
Nació en Maracaibo, el 26 de marzo de 1938, y murió en la misma ciudad el 18 de octubre de 2009. Hijo de Roberto Gollarza y Ana Hernández. Licenciado en medicina y cirugía (Universidad Central de Madrid, 1962), médico cirujano (LUZ, 1964), promotor cultural y escritor (investigador y ensayista). Investigador de la cultura zuliana, con una larga trayectoria y una importante obra, tanto publicada como inédita. Se ha desempeñado como: Miembro asesor literario de a Asociación Cultural Rómulo Gallegos (1977-1979), Director del Acervo Histórico del Estado Zulia (1978-1979), miembro activo (1979) y Presidente de la Asociación de Escritores de Venezuela seccional Zulia (1986-1989), individuo de número de la Academia de Historia del Estado Zulia (desde 1981), miembro de la Sociedad Bolivariana de Venezuela (desde 1983), secretario general del III Encuentro de Escritores de Venezuela (1983), miembro fundador del Centro Zuliano de Historia de la Medicina (1948) y su bibliotecario (1994-1996), presidente de la Subcomisión de Publicaciones y Exposiciones de la Comisión Presidencial para el Bicentenario del Natalicio del General Rafael Urdaneta (196-1989), presidente de la Fundación Centro de Investigadores Agustín Millares Carlo (1991-2005) y Presidente Honorario de la Fundación Andrés Mariño Palacio (2008-2009). 
Director de la página cultural "Valores del Zulia", en el diario La Columna, de la revista Cultura Segurista y Editor del Anuario de la Fundación Centro de Investigadores Agustín Millares Carlo. Miembro fundador de los talleres literarios del Centro Bellas Artes de Maracaibo de la secretaria de Cultura del Estado y coordinador del Taller Octavio Paz. Coordinador del los cursos "Valores Literarios del Zulia", "la literatura zuliana del siglo XX a través de los grupos culturales" y "escritoras del Zulia en la literatura venezolana". Articulista de varios periódicos y revistas en Venezuela, como Panorama, La Verdad, La Columna, Crítica, El Vespertino, El Nacional de Occidente, entre otros. Ha realizado prólogos, estudios preliminares o apéndices a obras de: Jesús Enrique Lossada, Ismael Urdaneta, Elías Sánchez Rubio, Iván Heras Villalobos, Julio Borges Rosales, José María Rivas, Manuel Antonio Marín (hijo), César David Rincón, Miguel Ángel Campos, Hesnor Rivera, Mercedes Bermúdez de Belloso, Iván Darío Parra, María Calcaño, entre otros.

## Publicaciones
- "Udón Pérez". 1976. (Biografía).
- "4 zulianos ilustres". 1977. (Biografía).
- "Escritores Pre-Baraltianos". 1978. (Investigación histórica).
- "El teatro de Rómulo Gallegos". 1979  (Investigación histórica).
- "Taller Experimental de Teatro". 1979. (Investigación histórica).
- "Simón González Peña". 1979. (Biografía).
- "Dr. Jesús Semprún". 1979. (Biografía).
- "Bibliografía de la poesía femenina zuliana". 1980. (Estudio bibliográfico).
- "Catálogo Biográfico sobre el Dr. Jesús María Semprum". 1981. (Estudio bibliográfico).
- "Don Rogelio Yllaramendí". 1981. (Biografía).
- "Don Jorge Schmidke". 1981. (Biografía).
- "Aportes a la Bibliografía de José Ramón Yepes" 1981. (Estudio bibliográfico).
- "José Ramón Yepes 1822-1881". 1981. (Biografía).
- "Historia del bellismo zuliano". 1981. (Investigación histórica).
- "Catálogo bibliográfico del cuento zuliano del siglo XX". 1982. (Estudio bibliográfico).
- "El grupo Ariel y la generación modernista zuliana". 1982. (Investigación histórica).
- "El colonés: vocero del Sur del Lago de Maracaibo". 1982. (Investigación histórica).
- "Rómulo Gallegos y el cine nacional". 1984. (Investigación Histórica).
- "La narrativa corta del Zulia". 1987. (en coautoría con Jesús Ángel Semprún Parra) (Investigación literaria).
- "Biógrafos de Urdaneta". 1988. (Investigación histórica).
- "Bibliografía general del Teatro en el Zulia". 1990. (Estudio bibliográfico).
- "Ismael Urdaneta: poeta, legionario, aventurero y cronista". 1994. (Biografía).
- Índice bibliográfico sobre el General Rafael Urdaneta. 1995. (Estudio bibliográfico).
- "Los poetas cantan a Urdaneta".1995.  (Investigación Literaria).
- "Rafael Belloso Chacín. Síntesis biográfica".1996. (en coautoría con Jesús Ángel Semprún Parra) (Biografía).
- "La literatura modernista en el Zulia a través de las agrupaciones literarias". 1997. (en coautoria con Jesús Ángel Semprún Parra) (Investigación literaria).
- "Vida y Obra del Dr. Rafael Belloso Chacín". 1998. (en coautoría con Jesús Ángel Semprún Parra) (Biografía).
- "Jesús Enrique Lossada: cronología biográfica". 1998.
- "Diccionario General del Zulia". 1999-2000. (en coautoría con Jesús Ángel Semprún Parra) (Diccionario histórico).
- "Maestros del Zulia". 2001. (Investigación Histórica).
- "Síntesis Biográfica de la Sociedad Bolivariana del Estado Zulia". 2004. (Investigación histórica).
- "Vida y obra del Dr. Rafael Belloso Chacín". 2007. Segunda Edición. (en coautoría con Jesús Ángel Parra).
- "El cacique Nigale y su tiempo". 2010. Edición digital
- "Pompeyo y Víctor Davalillo en la historia del béisbol". 2014
- "Aproximaciones a la Historia de la Escuela de Letras de LUZ (1959-2009)". 2014. (en coautoría con Luis Perozo Cervantes).

## Premios
- Premio Marcial Hernández del Colegio de Médicos del Estado Zulia y de 4 de sus menciones honoríficas.
- Premio Berthy Ríos (1980) de la Asociación de Escritores de Venezuela, seccional Zulia.
- Premio Andrés Bello como científico (1981) de la ASOVAC.
- Premio Centenario de la Instalación de la Universidad del Zulia (1991) del CONDES de LUZ.
- Premio Dr. Rafael Belloso Chacín "Vida y Obra del Ilustre Zuliano" de la URBE (1995).
- Mención especial del premio Udón Pérez en Ensayo (1997) de la Asamblea Legislativa del estado Zulia
- Premio Regional de Literatura Jesús Enrique Lossada, mención Investigación (1997).

(Los cuatro últimos conjuntamente con Jesús Ángel Semprún Parra)